# Uwe Schmitt (Journalist)
Uwe Schmitt (* 14. Dezember 1955 in Frankfurt am Main) ist ein deutscher Journalist und ehemaliger Schlagzeuger des Creative Jazz.

## Leben und Wirken
Schmitt erhielt von 1965 an eine Ausbildung zum Konzertschlagzeuger am Hoch’schen Konservatorium. Nachdem er das altsprachliche Lessinggymnasium und den Zivildienst absolviert hatte, studierte er ab 1975 Anglistik und Politikwissenschaft an der Johann Wolfgang Goethe-Universität Frankfurt. Während seines Studiums bildete er ein Duo mit Alfred Harth, das dann um Buschi Niebergall erweitert, als dessen Trio auftrat. Dann arbeitete er mit Michel Pilz und Buschi Niebergall im Trio. Auch war er an Jazz & Lyrik-Projekten von Wilhelm E. Liefland beteiligt und als Theatermusiker tätig. Beim Festival Rock gegen Rechts 1979 trat Schmitt mit dem Sogenannten Linksradikalen Blasorchester auf. Eine Saison lang arbeitete er als Schauspieler im Kabarett. Zu Beginn der 1980er Jahre war er in Alfred Harths gestalt et jive aktiv.
Seit 1981 rückte der Journalismus ins Zentrum seiner Tätigkeit. Während eines Praktikums bei Associated Press verfasste er Musikkritiken, Porträts und Hintergrundberichte. Schmitt veröffentlichte in der Frankfurter Rundschau, dem Spiegel und Fachzeitschriften; auch moderierte er Hörfunksendungen. Ende 1982 wurde er Mitarbeiter der Frankfurter Allgemeinen Zeitung und war dort seit 1985 als Redakteur im Feuilleton beschäftigt. Zwischen 1990 und 1997 wirkte er als Korrespondent der Zeitung für Ostasien in Tokio, um im Frühjahr 1997 ihr Feuilleton-Korrespondent in Berlin zu werden. Im März 1999 wechselte er zur Welt, für die er in Washington, D.C. als politischer Korrespondent für Nordamerika tätig war. Nach seiner Rückkehr im Sommer 2014 arbeitete Schmitt als Reporter und Redakteur der Welt, seit Januar 2018 ist er freier Autor.

## Preise und Auszeichnungen
Schmitt ist Träger des Ernst-Robert-Curtius-Preises 1987. 1995 wurde er mit dem Joseph-Roth-Preis für internationale Publizistik ausgezeichnet. Den Theodor-Wolff-Preis erhielt er 1997 für seine Betrachtung Wer aus dem Staunen herauskommt. Im Jahr 2014 war er Träger des George F. Kennan Kommentar-Preises.

## Schriften
- Sonnenbeben. 50 Improvisationen über Japan. Edition Peperkorn, Göttingen 1998, ISBN 3-929181-17-7.
- Tokyo-Tango. Ein japanisches Abenteuer. Eichborn, Frankfurt am Main 1999, ISBN 3-8218-4171-0, Reihe Die Andere Bibliothek.
- Mondtränen, Bürohelden und Küchengerüchte. Japanische Widerreden. Picus, Wien 2000, ISBN 3-85452-733-0.
- Acht deutsche Sommer. Wolfgang Büscher, Christine Kensche, Uwe Schmitt. Rowohlt, Berlin 2016, ISBN 978-3-87134-835-8.

## Diskografische Hinweise
- Pilz/Niebergall/Schmitt: Celeste. 1977
- gestalt et jive: Nouvelle Cuisine. 1985 (mit Alfred Harth, Steve Beresford, Anton Fier, Ferdinand Richard)